# Coris (vis)
Coris is een geslacht van vissen in de familie van de lipvissen (Labridae).

## Lijst van soorten
Volgens FishBase bestaat dit geslacht uit de soorten:
- Geslacht Coris Lacépède, 1801
  - Coris atlantica Günther, 1862
  - Coris auricularis Valenciennes, 1839
  - Coris aurilineata Randall & Kuiter, 1982
  - Coris aygula Lacepède, 1801 – Oranjevleklipvis
  - Coris ballieui Vaillant & Sauvage, 1875
  - Coris batuensis Bleeker, 1856-57
  - Coris bulbifrons Randall & Kuiter, 1982
  - Coris caudimacula Quoy & Gaimard, 1834
  - Coris centralis Randall, 1999
  - Coris cuvieri Bennett, 1831
  - Coris debueni Randall, 1999
  - Coris dorsomacula Fowler, 1908
  - Coris flavovittata Bennett, 1828
  - Coris formosa Bennett, 1830
  - Coris gaimard Quoy & Gaimard, 1824 – Roodstreeplipvis
  - Coris hewetti Randall, 1999
  - Coris julis Linnaeus, 1758 – Regenbooglipvis
  - Coris marquesensis Randall, 1999
  - Coris musume Jordan & Snyder, 1904
  - Coris nigrotaenia Mee & Hare, 1995
  - Coris picta Bloch & Schneider, 1801
  - Coris pictoides Randall & Kuiter, 1982
  - Coris roseoviridis Randall, 1999
  - Coris sandeyeri Hector, 1884
  - Coris variegata Rüppell, 1835
  - Coris venusta Vaillant & Sauvage, 1875

## Referentie
- FishBase: Ed. Rainer Froese and Daniel Pauly. Versie december 2007. N.p.: FishBase, 2007.